# Somethin 4 Da Youngsta's
Albums de Da Youngsta's
The Aftermath
(1993)
Singles
1. Pass da Mic
Sortie : 6 février 1992
2. Somethin 4 Da Youngsta's
Sortie : 25 juin 1992

Somethin 4 Da Youngsta's est le premier album studio de Da Youngsta's, sorti en 1992.
Le single Pass Da Mic s'est classé à la 10e place du Hot Rap Tracks, mais l'album lui-même n'a pas connu le même succès.

## Liste des titres
| No  | Titre                            | Contient un (des) sample(s) de | Durée |
| --- | -------------------------------- | --- | ----- |
| 1.  | Street Smart                     | Long Red de Mountain Shake de The Gap Band Stoop Rap de Double Trouble Get Up Offa That Thing de James Brown Straight Outta Compton de N.W.A Funky President de James Brown | 3:54  |
| 2.  | Rated P.G.                       | Long Red de Mountain Treat 'Em Right de Chubb Rock | 3:30  |
| 3.  | Cartoons                         | | 3:42  |
| 4.  | Tuff Cookie                      | | 3:49  |
| 5.  | Y-Ya-Tryin to Play Me            | | 4:36  |
| 6.  | I Didn't Mean 2 Break Your Heart | | 5:17  |
| 7.  | Reminiss                         | | 3:43  |
| 8.  | Neighborhood Bully               | | 3:21  |
| 9.  | Pass da Mic                      | | 4:20  |
| 10. | Somethin 4 Da Youngsta's (Remix) | Outstanding de The Gap Band | 4:05  |